# Comisión Internacional sobre Protección Frente a Radiaciones No Ionizantes
La Comisión Internacional sobre Protección Frente a Radiaciones No Ionizantes es un equipo de expertos científicos independientes creado para estudiar y elaborar recomendaciones sobre la protección frente a las radiaciones de ultrasonidos como de electromagnéticas, desde los campos eléctricos y magnéticos estáticos hasta la radiación ultravioleta, pasando por las ondas microondas y las de radiofrecuencia. Fuera del campo de actuación de la ICNIRP se encuentran las radiaciones ionizantes. La protección frente a estas radiaciones es estudiada y analizada por la Comisión Internacional de Protección Radiológica (ICRP).
El resultado de los estudios y revisiones elaborados por la ICNIRP, en combinación con análisis de riesgos realizados conjuntamente con la Organización Mundial de la Salud (OMS) dan lugar a las Guías de exposición, que establecen límites de exposición a los diferentes tipos de radiaciones
Las guías de exposición son utilizadas por diversos organismos, como la Comisión Europea, para elaborar legislación sobre protección al público o a los trabajadores o regulaciones sobre límites de emisión para los fabricantes de equipo que emita radiaciones no ionizantes.